# Huelva (provincie)
Huelva is een provincie van Spanje en maakt deel uit van de regio Andalusië. De provincie heeft een oppervlakte van 10.128 km². De provincie telde 527.254 inwoners in 2021 verdeeld over 79 gemeenten.
De hoofdstad van Huelva is Huelva.
Huelva is de meest westelijke provincie van Andalusië en wordt weinig bezocht. Toch heeft deze provincie zowel op landschappelijk als op cultureel gebied veel te bieden. Het hele jaar door heerst er een heerlijk klimaat, met zachte winters. Er is een grote verscheidenheid aan landschappen en er zijn een aantal natuurparken.
Het belangrijkste natuurpark in Huelva is het Nationaal park Doñana, een natuurgebied van ruim 100.000 ha, dat van fundamenteel belang is voor de hele Europese vogelstand. Hier komen onwaarschijnlijke aantallen trekvogels naartoe, van eenden en ganzen tot ooievaars en lepelaars. In het park komen onder andere adelaars, gieren, flamingo's, herten, wilde zwijnen en lynxen voor. Men vindt er stranden, vaste en wandelende duinen, zoute en zoete moerassen en droge wallen.
Een ander belangrijk natuurpark is de Sierra de Aracena y Picos de Aroche, een laag berggebied met kleine witte dorpen en overal citrusboomgaarden en eikenbossen met een lage ondergroei en grasland. Het is een ideaal gebied voor veeteelt, vooral voor het houden van de Iberische varkens.
De kust van Huelva loopt van Ayamonte, bij de grens met Portugal, tot aan de monding van de Guadalquivir bij de provinciegrens met Cádiz. Het is een deel van de Costa de la Luz (Kust van het Licht), zo genoemd omdat het zonlicht er intens fel is. De kust is vlak. De stranden zijn breed met fijn, wit zand. Dit kustgedeelte is veel stiller dan de Costa del Sol. Een nadeel is echter dat het er zeer vaak waait en dat zwemmen niet overal mogelijk is.
Op cultureel gebied zijn er in Huelva een aantal plaatsen die te maken hebben gehad met de ontdekkingsreizen van Columbus naar Amerika en is er het dorp El Rocío, waar elk jaar met Pinksteren honderdduizenden pelgrims uit heel Spanje naartoe komen om de Virgen del Rocío te eren.

## Bestuurlijke indeling
De provincie Huelva bestaat uit 6 comarca's die op hun beurt uit gemeenten bestaan. De comarca's van Huelva zijn:
- El Andévalo
- El Condado
- Costa Occidental
- Cuenca Minera
- Comarca Metropolitana de Huelva
- Sierra de Huelva

Zie voor de gemeenten in Huelva de lijst van gemeenten in provincie Huelva.

## Demografische ontwikkeling
Bron: INE
Opm: Bevolkingscijfers in duizendtallen
Almeria · Cádiz · Córdoba · Granada · Huelva · Jaén · Málaga · Sevilla